# Крейг Белламі
Крейґ Ду́глас Бе́лламі (валл. Craig Douglas Bellamy; нар. 13 липня 1979 року, Кардіфф, Уельс) — валлійський футболіст. Нападник збірної Уельсу та «Кардіфф Сіті».

## Клубна кар'єра

### «Норвіч Сіті»
Белламі почав своє кар'єру в дев'ятирічному віці в «Бристоль Сіті», де провів два роки перед тим як перейшов до молодіжної команди «Норвіч Сіті» . Його дебют відбувся 15 березня 1997 року в матчі проти «Арсенала». У сезоні 1997—1998 Крейґ став гравцем основного складу, зігравши в цілому 38 ігор, в яких відзначився 13 разів. 22 серпня 1998 року в матчі з «Квінз Парк Рейнджерс» Белламі забив п'ятитисячний гол «Норвіча» у лізі. Після цього футболіст змушений був пропустити два місяці через травму отриману у зіткненні із захисником «Вулверхемптон Вондерерз» Кевіном Маскетом, тим не менш сезон для нього вдався: у 38 матчах він відзначився 17-ма точними ударами.
Початок сезону 1999—2000 футболіст знову був змушений пропустити, оскільки отримав травму у передсезонній грі з «Саутенд Юнайтед». До гри Белламі повернувся у квітні 2000 року.
2002 року Крейґ увійшов до залу слави «Норвіч Сіті».

### «Ковентрі Сіті»
Влітку цього ж року він перейшов до «Ковентрі Сіті» за 6,5 мільйонів фунтів стерлінгів. Початок кар'єри в новому клубі склався невдало, перші свої три голи футболіст забив у грудні. Команда завершила сезон на 19-му місці, що означало про пониження в класі.

### «Ньюкасл Юнайтед»
У липні 2001 року Белламі перейшов до «Ньюкасл Юнайтед». У дебютному матчі проти бельгійського «Локерена» в Кубку Інтертото він забив переможний м'яч. Сезон виявися вдалим для нападника: він забив 14 голів, за що його було названо молодим гравцем року за версією ПФА.
У наступному сезоні футболіст забив два м'ячі нідерландському «Феєнорду» на виїзді, які допомогли «Ньюкаслу» вийти в наступний раунд Ліги чемпіонів . Але в наступному матчі турніру його було вилучено за удар захисника «Інтернаціонале» Марко Матерацці, у результаті його було дискваліфіковано на три матчі .
21 вересня 2002 року Крейґ він відкрив рахунок у дербі із «Сандерлендом» . За 36 ігор у сезоні Белламі відзначився 9-ма голами.
Після того, як після поразки в кубка Англії від «Манчестер Юнайтед» на телефон капітана «Ньюкасла» Алана Ширера прийшло образливе повідомлення начебто з номера Белламі, валлієць пішов в оренду до шотландського «Селтіка».

### «Селтік»
31 січня 2005 року, в останній день трансферного вікна, Белламі на правах оренди перейшов у «Селтік» .
У сезоні 2004—2005 Крейґ відзначився 9-ма голами, перший з яких забив 27 лютого у кубку Шотландії «Клайду» .
Не зважаючи на те, що сезон виявився вдалим для футболіста: перемога в кубку Шотландії, 22 забитих м'ячі за «Ньюкасл Юнайтед», «Селтік» і збірну Уельсу, у квітні 2005 року він був ображений вболівальником «Харт оф Мідлотіан» .

### «Блекберн Роверз»
З «Блекберн Роверз» нападник підписав чотирирічний контракт. У сезоні 2005—2006 Крейґ забив 17 голів у всіх змаганнях.

### «Ліверпуль»
20 червня 2006 року Белламі перейшов до «Ліверпуля» 6 мільйонів фунтів стерлінгів . Офіційно гравцем мерсісайдського клуба він став 1 липня.
У дебютному матчі за нову команду проти «Маккабі» з Хайфи у третьому раунді до Ліги чемпіонів Белламі відзначився голом . У чемпіонаті перший гол Крейґ забив 14 жовтня свої колишній команді, «Блекберн Роверз» . 21 лютого 2007 року відзначився у виїзному матчі з іспанською «Барселоною», що допомогло «Ліверпулю» за підсумком двох матчів перейти у наступний раунд .
Влітку футболістом зацікавився «Вест Хем Юнайтед», пропозицію лондонського клубу було прийнято.

### «Вест Хем Юнайтед»
10 липня 2007 року за 7,5 мільйонів фунтів стерлінгів Белламі перейшов до «Вест Хем Юнайтед», підписавши п'ятирічний контракт . 11 серпня він дебютував за нову команду з поразки від «Манчестер Сіті» . 28 серпня він забив перші два голи в матчі кубку ліги проти «Бристоль Роверз» . Через травму Крейґ пропустив більшу частину сезону, зігравши тільки 9 ігор, у яких забив чотири рази.

### «Манчестер Сіті»
19 січня 2009 року нападник підписав контракт з «Манчестер Сіті» строком на чотири з половиною років. Вартість названо не було, але за деякими припущеннями вона сягнула 14 мільйонів фунтів стерлінгів . 28 січня він дебютував у матчі проти «Ньюкасла», у грі футболіст забив переможний гол .
12 вересня 2009 року Белламі відзначився у воротах «Арсенала» . За тиждень у манкуніанкоському дербі валлієць двічі забив «Манчестер Юнайтед», але це не врятувало команду від поразки з рахунком 4-3 .

### «Кардіфф Сіті»
17 серпня 2010 року футболіст підписав річний орендний контракт з «Кардіфф Сіті» . 21 серпня він у дебютному матчі проти «Донкастер Роверз» Белламі відзначився точним ударом з 32-х метрів .

### Повернення до «Ліверпуля»
31 серпня 2011 року на правах вільного агента Белламі повернувся до «Ліверпуля», де взяв собі ігровий номер «39» . 10 вересня Крейґ дебютував за нову команду в програному матчі проти «Сток Сіті» . Перший гол Белламі забив у кубку ліги «Брайтону енд Гоув Альбіону» . 22 жовтня він забив свій перший м'яч за «червоних» після повернення в матчі з «Норвіч Сіті» . 30 грудня у матчі з «Ньюкасл Юнайтед» відзначився дублем .
25 січня 2012 року зрівняв рахунок у півфіналі кубка Ліги, що дозволило «Ліверпулю» вийти до фіналу, враховуючи перемогу у першому матчі протистояння. 31 січня 2012 року Крейґ відзначився забитим м'ячем у виїзному матчі проти «Вулвергемптон Вондерерз».

## Міжнародна кар'єра
За національну збірну Уельсу Белламі дебютував 25 березня 1998 року в товариському матчі проти Ямайки . У наступному матчі, 4 червня 1998 року Крейґ забив перший м'яч за збірну в грі з Мальтою. 16 жовтня 2002 року він забив один з найвідоміших голів у своїй карєрі6 переможний гол у ворота Італії на кваліфікації до чемпіонату Європи 2004 року .
У жовтні 2006 року Белламі отримав капітанську пов'язку, оскільки травмувався Раян Ґіґґз. У першому матчі після отримання пов'язки Уельс у кваліфікації до Євро-2008 програв Словаччині 5-1 . Вже в наступній грі валлійці отримали перемогу над Кіпром з рахунком 3-1, сам капітан забив останній гол своєї команди .
Крейґ п'ятий бомбардир в історії збірної після Іана Раша, Тревора Форда та Діна Сандерса.

### Голи за збірну
| Гол | Дата              | Стадіон                                  | Суперник      | Гол | Рахунок | Змагання                  |
| --- | ----------------- | ---------------------------------------- | ------------- | --- | ------- | ------------------------- |
| 1.  | 3 червня 1998     | Національний, Аттард, Мальта             | Мальта        | 1-0 | 3-0     | Товариський матч          |
| 2.  | 10 жовтня 1998    | Паркен, Копенгаген, Данія                | Данія         | 2-1 | 2-1     | Кваліфікація до Євро-2000 |
| 3.  | 5 вересня 2001    | Уллевал, Осло, Норвегія                  | Норвегія      | 2-1 | 2-3     | Кваліфікація до ЧС-2002   |
| 4.  | 13 лютого 2002    | Мілленіум, Кардіфф, Уельс                | Аргентина     | 1-0 | 1-1     | Товариський               |
| 5.  | 16 жовтня 2002    | Мілленіум, Кардіфф, Уельс                | Італія        | 2-1 | 2-1     | Кваліфікація до Євро-2004 |
| 6.  | 29 березня 2003   | Мілленіум, Кардіфф, Уельс                | Азербайджан   | 1-0 | 4-0     | Кваліфікація до Євро-2004 |
| 7.  | 18 серпня 2004    | Сконто, Рига, Латвія                     | Латвія        | 2-0 | 2-0     | Товариський               |
| 8.  | 9 лютого 2005     | Мілленіум, Кардіфф, Уельс                | Угорщина      | 1-0 | 2-0     | Товариський               |
| 9.  | 9 лютого 2005     | Мілленіум, Кардіфф, Уельс                | Угорщина      | 2-0 | 2-0     | Товариський               |
| 10. | 11 жовтня 2006    | Мілленіум, Кардіфф, Уельс                | Кіпр          | 3-0 | 3-1     | Кваліфікація до Євро-2008 |
| 11. | 14 листопада 2006 | Рейскорс Граунд, Рексем, Уельс           | Ліхтенштейн   | 3-0 | 4-0     | Товариський               |
| 12. | 26 травня 2007    | Рейскорс Граунд, Рексем, Уельс           | Нова Зеландія | 1-1 | 2-2     | Товариський               |
| 13. | 26 травня 2007    | Рейскорс Граунд, Рексем, Уельс           | Нова Зеландія | 2-2 | 2-2     | Товариський               |
| 14. | 12 вересня 2007   | Антона Малатинського, Трнава, Словаччина | Словаччина    | 2-1 | 5-2     | Кваліфікація до Євро-2008 |
| 15. | 12 вересня 2007   | Антона Малатинського, Трнава, Словаччина | Словаччина    | 3-1 | 5-2     | Кваліфікація до Євро-2008 |
| 16. | 19 листопада 2008 | Брондбю, Брондбю, Данія                  | Данія         | 1-0 | 1-0     | Товариський               |
| 17. | 10 жовтня 2009    | Олімпійський, Гельсінкі, Фінляндія       | Фінляндія     | 1-1 | 1-2     | Кваліфікація до ЧС-2010   |
| 18. | 11 серпня 2010    | Парк е Скарлетс, Лланеллі, Уельс         | Люксембург    | 5-1 | 5-1     | Товариський               |
| 19. | 12 листопада 2011 | Кардіфф Сіті, Кардіфф, Уельс             | Норвегія      | 2-0 | 4-1     | Товариський               |

## Досягнення
«Селтік»
- Володар кубка Шотландії: 2005

«Ліверпуль»
- Володар суперкубка Англії: 2006
- Володар Кубка Футбольної ліги: 2012

## Статистика
| Чемпіонат         | Чемпіонат         | Чемпіонат                | Ліга | Ліга | Кубок           | Кубок           | Кубок ліги              | Кубок ліги              | Континет. змаг. | Континет. змаг. | Всього | Всього |
| Сезон             | Клуб              | Ліга                     | Ігри | Голи | Ігри            | Голи            | Ігри                    | Голи                    | Ігри            | Голи            | Ігри   | Голи   |
| Англія            | Англія            | Англія                   | Ліга | Ліга | Кубок Англії    | Кубок Англії    | Кубок Футбольної Ліги   | Кубок Футбольної Ліги   | Європа          | Європа          | Всього | Всього |
| ----------------- | ----------------- | ------------------------ | ---- | ---- | --------------- | --------------- | ----------------------- | ----------------------- | --------------- | --------------- | ------ | ------ |
| 1996-97           | Норвіч Сіті       | Перший дивізіон          | 3    | 0    | -               | -               | -                       | -                       | -               | -               | 3      | 0      |
| 1997-98           | Норвіч Сіті       | Перший дивізіон          | 36   | 13   | 1               | 0               | 1                       | 0                       | -               | -               | 38     | 13     |
| 1998-99           | Норвіч Сіті       | Перший дивізіон          | 40   | 17   | -               | -               | 5                       | 2                       | -               | -               | 45     | 19     |
| 1999-2000         | Норвіч Сіті       | Перший дивізіон          | 4    | 2    | -               | -               | -                       | -                       | -               | -               | 4      | 2      |
| 1                 | Норвіч Сіті       | Перший дивізіон          | 0    | -    | -               | -               | -                       | -                       | -               | 1               | 0      |        |
| 2000-01           | Ковентрі Сіті     | Прем'єр-ліга             | 34   | 6    | 2               | 1               | 3                       | 1                       | -               | -               | 39     | 8      |
| 2001-02           | Ньюкасл Юнайтед   | Прем'єр-ліга             | 27   | 9    | 3               | 0               | 3                       | 4                       | 6               | 1               | 39     | 14     |
| 2002-03           | Ньюкасл Юнайтед   | Прем'єр-ліга             | 29   | 7    | 1               | 0               | -                       | -                       | 6               | 2               | 36     | 9      |
| 2003-04           | Ньюкасл Юнайтед   | Прем'єр-ліга             | 16   | 5    | -               | -               | -                       | -                       | 8               | 5               | 24     | 10     |
| 2004-05           | Ньюкасл Юнайтед   | Прем'єр-ліга             | 21   | 7    | 1               | 0               | 2                       | 0                       | 5               | 3               | 29     | 10     |
| Шотландія         | Шотландія         | Шотландія                | Ліга | Ліга | Кубок Шотландії | Кубок Шотландії | Кубок шотландської ліги | Кубок шотландської ліги | Європа          | Європа          | Всього | Всього |
| 2004-05           | Селтік            | Шотландська Прем'єр-ліга | 12   | 7    | 3               | 2               | -                       | -                       | -               | -               | 15     | 9      |
| Англія            | Англія            | Англія                   | Ліга | Ліга | Кубок Англії    | Кубок Англії    | Кубок Футбольної Ліги   | Кубок Футбольної Ліги   | Європа          | Європа          | Всього | Всього |
| 2005-06           | Блекберн Роверз   | Прем'єр-ліга             | 27   | 13   | 1               | 2               | 4                       | 2                       | -               | -               | 32     | 17     |
| 2006-07           | Ліверпуль         | Прем'єр-ліга             | 27   | 7    | -               | -               | 2                       | 0                       | 12              | 2               | 41     | 9      |
| 2007-08           | Вест Хем Юнайтед  | Прем'єр-ліга             | 8    | 2    | -               | -               | 1                       | 2                       | -               | -               | 9      | 4      |
| 2008-09           | Вест Хем Юнайтед  | Прем'єр-ліга             | 16   | 5    | 1               | 0               |                         |                         |                 |                 | 17     | 5      |
| 2008-09           | Манчестер Сіті    | Прем'єр-ліга             | 8    | 3    | -               | -               | 0                       | 0                       | 3               | 2               | 11     | 5      |
| 2009-10           | Манчестер Сіті    | Прем'єр-ліга             | 32   | 10   | 3               | 1               | 5                       | 0                       | -               | -               | 40     | 11     |
| 2010-11           | Кардіфф Сіті      | Чемпіоншип               | 35   | 11   | 0               | 0               | 0                       | 0                       | -               | -               | 36     | 11     |
| 2011-12           | Ліверпуль         | Прем'єр-ліга             | 24   | 6    | 3               | 1               | 6                       | 2                       | -               | -               | 33     | 9      |
| Прем'єр-ліга      | Прем'єр-ліга      | Прем'єр-ліга             | 268  | 80   | 13              | 5               | 25                      | 11                      | 40              | 15              | 346    | 128    |
| Всього            | Англія            | Англія                   | 386  | 123  | 14              | 5               | 31                      | 13                      | 40              | 15              | 471    | 156    |
| Всього            | Шотландія         | Шотландія                | 12   | 7    | 3               | 2               | -                       | -                       | -               | -               | 15     | 9      |
| Всього за кар'єру | Всього за кар'єру | Всього за кар'єру        | 400  | 130  | 17              | 7               | 31                      | 13                      | 40              | 15              | 486    | 165    |